# Nuoto ai X Giochi asiatici
Il nuoto ai Giochi asiatici 1986 ha visto lo svolgimento di 29 gare, 15 maschili e 14 femminili.

## Medagliere
| Posizione | Paese         | Oro | Argento | Bronzo | Totale |
| --------- | ------------- | --- | ------- | ------ | ------ |
| 1         | Giappone      | 17  | 18      | 10     | 45     |
| 2         | Cina          | 10  | 8       | 7      | 25     |
| 3         | Corea del Sud | 2   | 0       | 4      | 6      |
| 4         | Malaysia      | 0   | 2       | 2      | 4      |
| 5         | Indonesia     | 0   | 1       | 2      | 3      |
| 6         | Singapore     | 0   | 0       | 3      | 3      |
| 7         | Hong Kong     | 0   | 0       | 1      | 1      |

## Podi
WR: Record del mondo
AR: Record asiatico
CR: Record dei campionati

### Uomini
| Evento               | Oro                | Perform. | Argento            | Perform. | Bronzo                                             | Perform. |
| Stile libero         |                    |          |                    |          |                                                    |          |
| 100 m                | Katsunori Fujiwara |          | Shen Jianqiang     |          | Ang Peng Siong                                     |          |
| 200 m                | Katsunori Fujiwara |          | Shigeo Ogata       |          | Shen Jianqiang                                     |          |
| 400 m                | Xie Jun            |          | Shigeo Ogata       |          | Wang Dali                                          |          |
| 1500 m               | Wang Dali          |          | Shigeo Ogata       |          | He Runhua                                          |          |
| Dorso                |                    |          |                    |          |                                                    |          |
| 100 m                | Daichi Suzuki      |          | Shigemori Maruyama |          | Wang Hao                                           |          |
| 200 m                | Kazuya Ikeda       |          | Lin Laijiu         |          | Shigemori Maruyama                                 |          |
| Rana                 |                    |          |                    |          |                                                    |          |
| 100 m                | Jin Pu             |          | Hisashi Fuwa       |          | Kenji Watanabe                                     |          |
| 200 m                | Kenji Watanabe     |          | Nobuyuki Kawaguchi |          | Wirmandi Sugriat                                   |          |
| Farfalla             |                    |          |                    |          |                                                    |          |
| 100 m                | Hiroshi Miura      |          | Zeng Jian          |          | Hiroshi Sato                                       |          |
| 200 m                | Hiroshi Sato       |          | Khajan Singh Tokas |          | Yukinori Tanaka                                    |          |
| Misti                |                    |          |                    |          |                                                    |          |
| 200 m                | Naritoshi Matsuda  |          | Chen Qin           |          | Satoshi Takeda                                     |          |
| 400 m                | Naritoshi Matsuda  |          | Satoshi Takeda     |          | Tian Liang                                         |          |
| Staffette            |                    |          |                    |          |                                                    |          |
| 4x100 m stile libero | Cina --- ---       |          | Giappone --- ---   |          | Singapore David Lim Ang Peng Siong Oon Jin Gee --- |          |
| 4x200 m stile libero | Giappone --- ---   |          | Cina --- ---       |          | Singapore David Lim Oon Jin Gee Oon Jin Teik ---   |          |
| 4x100 m misti        | Giappone --- ---   |          | Cina --- ---       |          | Indonesia --- ---                                  |          |

### Donne
| Evento               | Oro              | Perform. | Argento            | Perform. | Bronzo                | Perform. |
| Stile libero         |                  |          |                    |          |                       |          |
| 100 m                | Yoko Shimao      |          | Xia Fujie          |          | Huang Hong            |          |
| 200 m                | Chikako Nakamori |          | Miki Saito         |          | Nurul Huda Abdulah    |          |
| 400 m                | Yan Ming         |          | Nurul Huda Abdulah |          | Miki Wakahoi          |          |
| 800 m                | Yan Ming         |          | Nurul Huda Abdulah |          | Miki Wakahoi a        |          |
| Dorso                |                  |          |                    |          |                       |          |
| 100 m                | Choi Yeon-Hee    |          | Kaoru Ono          |          | Naomi Sekido          |          |
| 200 m                | Choi Yeon-Hee    |          | Naomi Sekido       |          | Hiroyo Harada         |          |
| Rana                 |                  |          |                    |          |                       |          |
| 100 m                | Huang Xiaomin    |          | Hiroko Nagasaki    |          | Xia Fujie             |          |
| 200 m                | Hiroko Nagasaki  |          | Asako Natsume      |          | Park Soung-Won        |          |
| Farfalla             |                  |          |                    |          |                       |          |
| 100 m                | Qian Hong        |          | Yoko Kawahigashi   |          | Kiyomi Takahashi      |          |
| 200 m                | Izumi Kawahara   |          | Kiyomi Takahashi   |          | Lee Eun-Hee           |          |
| Misti                |                  |          |                    |          |                       |          |
| 200 m                | Naomi Sekido     |          | Hiroyo Harada      |          | Choi Yeon-Hee         |          |
| 400 m                | Yan Ming         |          | Naomi Sekido       |          | Nurul Huda Abdulah    |          |
| Staffette            |                  |          |                    |          |                       |          |
| 4x100 m stile libero | Cina --- ---     |          | Giappone --- ---   |          | Hong Kong --- ---     |          |
| 4x100 m misti        | Giappone --- --- |          | Cina --- ---       |          | Corea del Sud --- --- |          |